# Maciej z Kobylina (Młodszy)
Maciej z Kobylina (młodszy) (ur. ok. 1445, zm. 21 listopada 1503) – polski teolog i filozof.

## Życie
W 1462 rozpoczął studia w zakresie sztuk wyzwolonych na Uniwersytecie Krakowskim. W 1468 został bakałarzem, a w 1472 magistrem. Na wydziale Artium wykładał filozofię (1487-1497). W 1495 ukończył studia teologiczne, uzyskując tytuł bakałarza biblijnego i rozpoczął wykłady z Biblii. Krótko po 1500 uzyskał tytuł doktora teologii i rozpoczął pracę na Wydziale Teologii .
W latach 1484, 1493, 1494 był dziekanem Wydziału Artium, a w 1503 (za rektoratu Marcina Łysego) wicerektorem Uniwersytetu Krakowskiego . 
Nie są znane żadne jego pisma . 